# ヘンリー・フォーセット
ヘンリー・フォーセット（Henry Fawcett、1833年8月26日 - 1884年11月6日）は、イギリスの経済学者。

## 人物
ソールズベリーに生まれる。フォーセットは父親との銃の誤射事故で、1857年に25歳で盲目となる。それでも経済学は続け、イギリスの国会議員になり、ウィリアム・グラッドストン内閣の逓信相に就任するなど成功する。最後の古典派経済学者の一人であり、後にケンブリッジ大学の初代経済学教授となった。妻にミリセント・フォーセットがいる。